# Walter Sickert
Walter Richard Sickert (Monaco di Baviera, 31 maggio 1860 – Bath, 22 gennaio 1942) è stato un pittore inglese.

## Biografia
Walter Sickert nacque a Monaco di Baviera il 31 maggio 1860; la madre era anglo-irlandese e il padre era il pittore tedesco-danese Oswald Adalbert Sickert.

Nel 1868 la famiglia Sickert si trasferì a Londra: tutto ciò influì molto su Walter Sickert, che si considerò sempre un artista cosmopolita.
Nonostante sia il padre che il nonno fossero pittori, inizialmente Sickert preferì dedicarsi al teatro, fino a quando riuscì ad entrare nello studio di James Abbott McNeill Whistler, di cui diventò uno degli allievi più dotati.

Nel 1883 si trasferì per alcuni anni a Parigi e diventò allievo di Edgar Degas e di Camille Pissarro; in particolare, da Edgar Degas apprese a dipingere da disegni, da fotografie e sulla base di ricordi, oltre che dal vero.

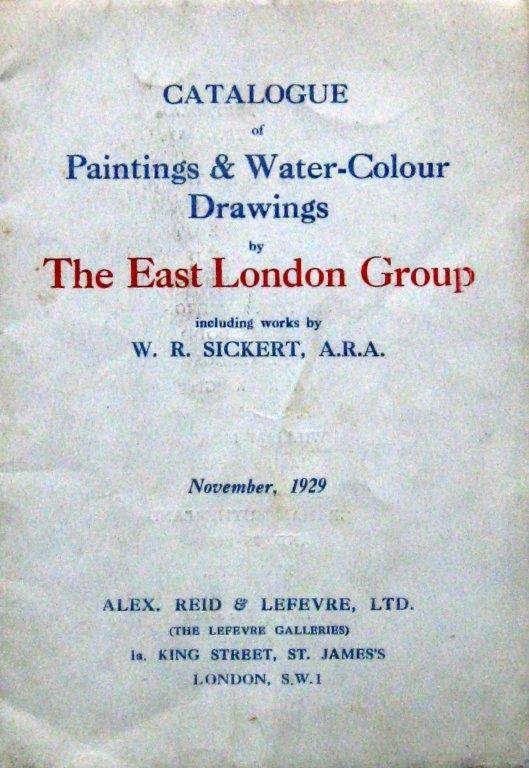

A partire dal 1886 il suo stile, originariamente whistleriano nella tecnica e nei soggetti (paesaggi e vedute), si fece più “francese”, seguendo un eccentrico stile, eclettico e talvolta discontinuo, a metà tra impressionismo e modernismo.

In quadri dotati di equilibrio e di spirito, Sickert privilegia soggetti della moderna vita urbana e alterna rappresentazioni di modeste stanze dei ceti meno agiati e della piccola borghesia a scintillanti e sfarzose scene d'ambientazione teatrale e di sale concerti, diventando inoltre assai noto come ritrattista.
Tornato a Londra, nel 1888 aderì al New English Art Club, nel cui ambito si impose come il capogruppo degli impressionisti inglesi.

Sul finire del secolo, per sfuggire all'atmosfera moralistica e provinciale dell'età vittoriana, Sickert lasciò l'Inghilterra per trasferirsi a Dieppe, soggiornando spesso a Parigi e a Venezia.

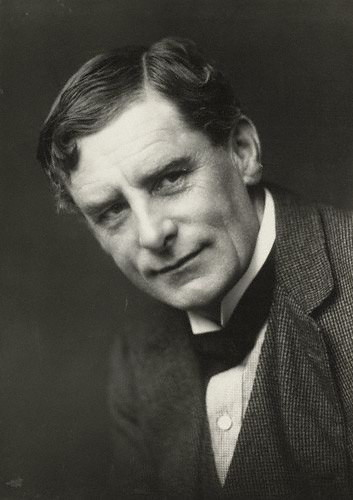
Walter Sickert nel 1911

Nel 1905 tornò nuovamente a Londra e divenne il principale esponente del Camden Town Group: il Camden Town Group fu un gruppo artistico inglese di matrice postimpressionista, la cui pittura si caratterizzò per una figurazione narrativa di tipo realista, privilegiando scene di vita urbana e quotidiana ambientate nella moderna metropoli.

In particolare, Sickert spiccò per la sua pittura di nudi e figure in interni domestici spogli e disadorni, adottando una tavolozza dai colori cupi e dalle tonalità scure ed aspre.

Mostre del gruppo, con opere tra gli altri di Augustus John e del futuro vorticista Wyndham Lewis, si tennero a Londra tra il 1911 e il 1912.
Negli anni tra le due guerre, Sickert sviluppò il suo originale realismo narrativo avvalendosi anche di modelli iconografici e fotografici di opere dell'epoca vittoriana per i suoi ritratti di membri dell'alta società inglese, di attori, di attrici e di gente comune.
La sua importanza sta soprattutto nel ruolo di divulgatore dell'impressionismo e del post-impressionismo francese, cercando di fondere le tendenze di James Abbott McNeill Whistler, di Edgar Degas e di Camille Pissarro, innovando e sviluppando la cultura artistica inglese; è inoltre da ricordare la sua attività di animatore di mostre e di associazioni artistiche.

Nonostante la sua opera sia permeata di vari influssi, egli ricava stili che fonde senza superare: secondo alcuni critici la sua sensibilità rimase sempre troppo “nordica” per capire fino in fondo l'essenza prettamente mediterranea della pittura francese.
Da sempre ben in vista negli ambienti accademici, nel 1928 Sickert venne eletto presidente della Società degli Artisti Britannici e nel 1934 diventò membro della Reale Accademia.
Morì a Bath il 22 gennaio 1942.

## Nella cultura di massa odierna
Nel 2002, Walter Sickert rientra tra i principali sospettati di essere stato il famigerato Jack lo Squartatore, l'autore degli storici omicidi avvenuti a Londra nell'estate del 1888, ancora oggi avvolti nel mistero.

A confermare l'ipotesi è la criminologa e autrice di romanzi Patricia Cornwell, la quale, dopo anni di studi relativi all'identità del famoso serial killer, ha pubblicato la sua tesi intitolata Ritratto di un assassino: Jack lo squartatore - Caso chiuso, nella quale spiega la sua teoria riguardo all'immagine di Jack lo squartatore celata nel pittore inglese. 

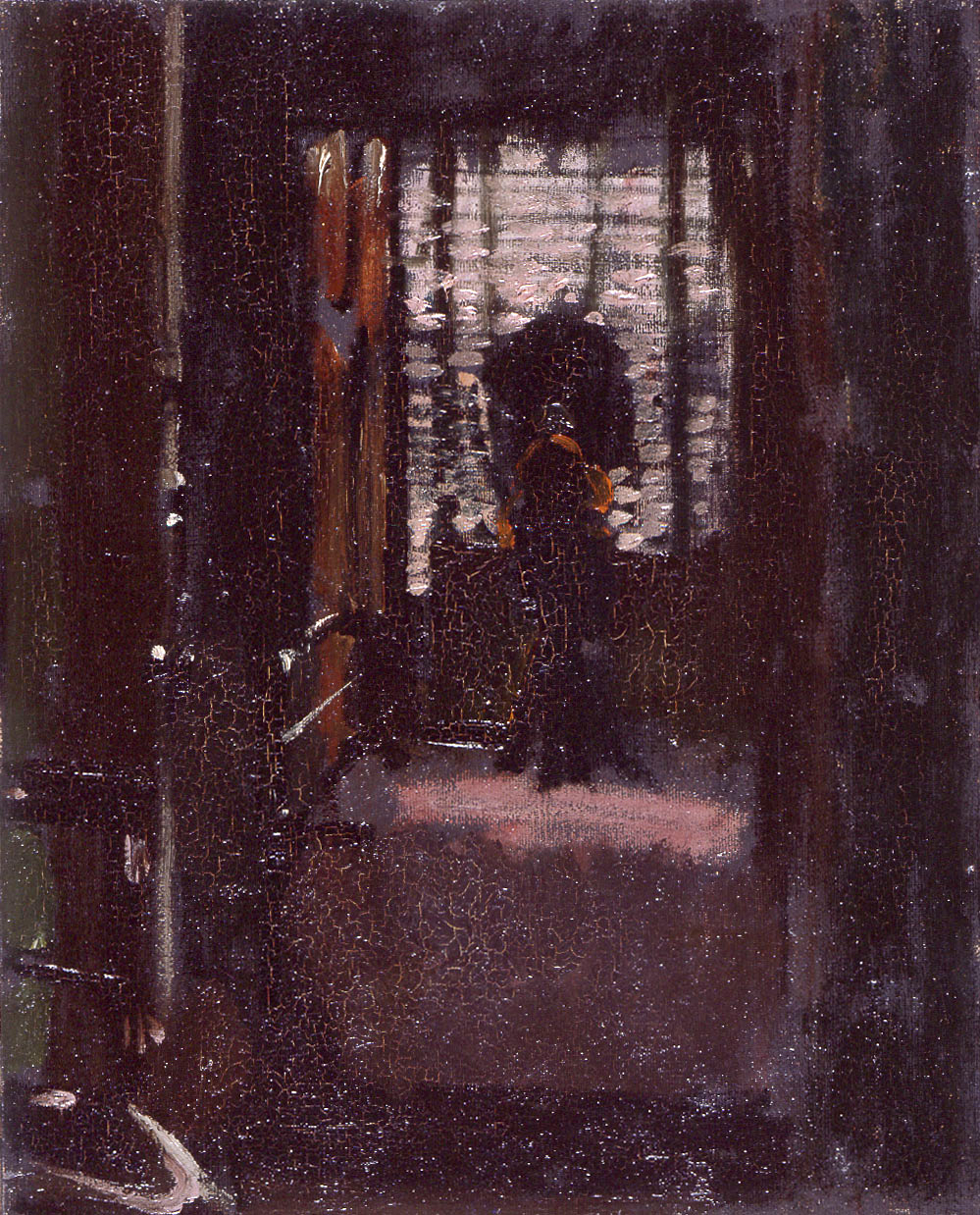
Camera da letto di Jack lo Squartatore

## Opere
- Le quinte P.S. nello specchio O.P. (Il Teatro di Varietà), 1889, Musée des Beaux-Arts di Rouen.